# 石川成綱
石川 成綱（いしかわ なりつな、生没年不詳）は、戦国時代の武将。通称志摩守、対馬守 。

## 略歴
石川数正の長男であったが、家督を継がなかったとされる。
はじめ松平信康に仕え、信康の自害後は家康の近習となった。小田原征伐時に同輩を切って三河国にて隠遁したが、のちに結城秀康に仕え御番組衆となり1千500石を領した。